# Луизианский креольский язык
Луизианский креольский язык (фр. Créole Louisianais, англ. Louisiana Creole) — это франкокреольский язык, распространённый в Луизиане. Имеет черты сходства с гвианским креольским языком во Французской Гвиане. Имеет очень много общих черт с другими франкокреольскими языками стран на побережье Карибского моря.

## Распространение

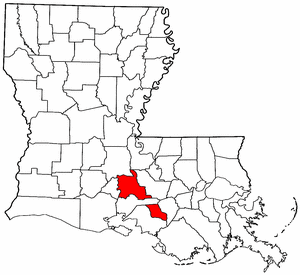
Приход Сен-Мартен.

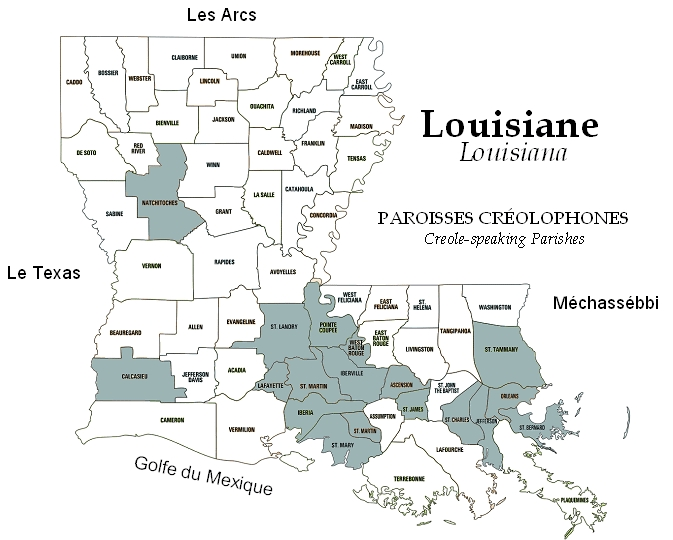
Креолоязычные приходы в Луизиане

Носители луизианского креольского языка сосредоточены главным образом на юге и юго-западе Луизианы. Некоторое количество креолофонов есть в приходе Накитош (англ. Natchitoches Parish) на реке Кейн, а также в крупных общинах носителей луизианского креольского языка в штате Техас: Бомонте (юго-восточный Техас), Хьюстоне, Порт-Артуре, Галвестоне, а также в Чикаго. За пределами Луизианы наибольшее число креолофонов проживает в Калифорнии. Носители луизианского проживают в округах Лос-Анджелес, Сан-Диего и Сан-Бернардино, а также в северной Калифорнии (округа Сан-Франциско, Сакраменто, Плумас, Техама, Моно и Юба.)

## Грамматика
Грамматика луизианского креольского языка очень близка грамматике гаитянского. Определенный артикль имеет либо формы le, la и les (как в стандартном французском, возможно, вследствие декреолизации), либо a и la в единственном числе и yé во множественном. В приходе Сан-Мартен определенный артикль мужского рода le и -a часто опускается.